# F.P. Jac
Flemming Palle Jakobsen (pseudonym: F.P. Jac) (født 11. november 1955 i Glostrup, død 25. december 2008 i Lillerød) var en dansk digter og forfatter.
F.P. Jac tildeltes i 2008 Det Danske Akademis Store Pris med begrundelsen: "For hans dybt originale brug af det danske sprog".[kilde mangler].
F.P. Jac forbindes ofte med en proklamation om, at han ville drikke sig ihjel, inden han blev 30. Proklamationen blev angiveligt fremsat i hans yngre dage, men i et interview med Danmarks Radio i begyndelsen af 1980'erne uddybede F.P. Jac baggrunden, da intervieweren henviste til, at F.P. Jac på et tidspunkt offentligt havde sagt, at han havde tænkt sig at drikke sig ihjel. "Jamen det har jeg stadigvæk. Altså hellere end en cancerdød, så er det bedre med sådan en 10-15 år, hvor man hopper rundt i sådan nogle små ginflasker. Det er meget sjovere". I et interview i 2008 udtalte F.P. Jac dog, at den oprindelige udtalelse var en vittighed, som en journalist pustede op til overskrift. .
F.P. Jac har blandt andet udgivet digte med Asger Schnack og Klaus Høeck under fællespseudonymet Bandet Nul. Digte på stedet, Digte fra halvtredserne og Vi spiller for vores natur er skrevet sammen med Asger Schnack. Vi vil overdøve skammen er illustreret af Lars Dan. F.P. Jac skrev desuden avisartikler og fik udgivet op mod 50 digtsamlinger.
Hans mest kendte digtsamling, Misfat fra 1980, anses for et hovedværk.
Jac var gift to gange; første gang med Birgitte Rosenkrantz Christiansen (1982-83) og anden gang med Bodil Knudsen Andrees (1991-). F.P. Jac døde pludseligt 1. juledag 2008. Han er begravet på Lillerød Kirkegård.

## Priser
- Victor B. Andersens Hæderslegat. 1980
- Otto Benzons Forfatterlegat. 1981
- Dansk Forfatterforenings legat. 1981
- Carl Møllers Legat. 1981
- Emma Bærentzens Legat. 1985
- Johannes Ewalds Legat. 1992
- Drachmannlegatet. 1993
- Beatrice Prisen. 1997
- Dansk Blindesamfunds Radiospilpris. 1998. (For ‘’Som om at vi ikke var plot nok’’ - dramatik, trykt 2001)
- Adam Oehlenschlaeger, Emil Aarestrup, Herman Bang og Johannes Ewald Fonden. 2005
- Morten Nielsens Mindelegat. 2006
- Det Danske Akademis Store Pris. 2008